# Albo d'oro del campionato tedesco orientale di calcio
La pagina racchiude l'albo d'oro del campionato di calcio della Germania Est dalla sua fondazione, nel 1948, fino alla sua dissoluzione, nel 1991.

## Albo d'oro

### Ostzonenmeisterschaft
| Anno | Vincitore       | Finalista       | Capocannoniere                         |
| ---- | --------------- | --------------- | -------------------------------------- |
| 1948 | Planitz (1)     | Hallescher      | Sconosciuto                            |
| 1949 | Union Halle (1) | Rot-Weiß Erfurt | Fritz Schmidt (Fortuna Erfurt, 6 reti) |

### DDR-Oberliga
| Anno    | Vincitore                  | Secondo posto                | Terzo posto                  | Capocannoniere                                                                   |
| ------- | -------------------------- | ---------------------------- | ---------------------------- | -------------------------------------------------------------------------------- |
| 1949-50 | Horch Zwickau (1)          | Friedrichstadt               | Dessau                       | Heinz Satrapa (Horch Zwickau, 23 reti)                                           |
| 1950-51 | Chemie Lipsia (1)          | Turbine Erfurt               | Motor Zwickau                | Johannes Schöne (Rotation Babelsberg, 38 reti)                                   |
| 1951-52 | Hallescher (2)             | Volkspolizei Dresda          | Chemie Lipsia                | Rudolf Krause (Chemie Lipsia, 27 reti)                                           |
| 1952-53 | Dinamo Dresda (1)          | Wismut Aue                   | Motor Zwickau                | Harry Arlt (Rotation Dresda, 26 reti)                                            |
| 1953-54 | Turbine Erfurt (1)         | Chemie Lipsia                | Dinamo Dresda                | Heinz Satrapa (Wismut Aue, 21 reti) Siegfried Vollrath (Turbine Erfurt, 21 reti) |
| 1954-55 | Turbine Erfurt (2)         | Wismut Karl-Marx-Stadt       | Rotation Lipsia              | Willy Tröger (Wismut Karl-Marx-Stadt, 22 reti)                                   |
| 1955    | Wismut Karl-Marx-Stadt (1) | Empor Rostock                | BFC Dynamo                   | Klaus Seligow (Rotation Babelsberg, 12 reti)                                     |
| 1956    | Wismut Karl-Marx-Stadt (2) | Aktivist Brieske-Senftenberg | Lokomotive Lipsia            | Ernst Lindner (Lokomotive Stendal, 18 reti)                                      |
| 1957    | Wismut Karl-Marx-Stadt (3) | Vorwärts Berlino             | Rotation Lipsia              | Heinz Kaulmann (Vorwärts Berlino, 15 reti)                                       |
| 1958    | Vorwärts Berlino (1)       | Motor Jena                   | Aktivist Brieske-Senftenberg | Helmut Müller (Motor Jena, 17 reti)                                              |
| 1959    | Wismut Karl-Marx-Stadt (4) | Vorwärts Berlino             | BFC Dynamo                   | Bernd Bauchspieß (Chemie Zeitz, 18 reti)                                         |
| 1960    | Vorwärts Berlino (2)       | BFC Dynamo                   | Lokomotive Lipsia            | Bernd Bauchspieß (Chemie Zeitz, 25 reti)                                         |
| 1961-62 | Vorwärts Berlino (3)       | Empor Rostock                | BFC Dynamo                   | Arthur Bialas (Empor Rostock, 23 reti)                                           |
| 1962-63 | Motor Jena (1)             | Empor Rostock                | Vorwärts Berlino             | Peter Ducke (Motor Jena, 19 reti)                                                |
| 1963-64 | Chemie Lipsia (2)          | Empor Rostock                | SC Lipsia                    | Gerd Backhaus (Lokomotive Stendal, 15 reti)                                      |
| 1964-65 | Vorwärts Berlino (4)       | Motor Jena                   | Chemie Lipsia                | Bernd Bauchspieß (Chemie Lipsia, 14 reti)                                        |
| 1965-66 | Vorwärts Berlino (5)       | Carl Zeiss Jena              | Lokomotive Lipsia            | Henning Frenzel (Lokomotive Lipsia, 22 reti)                                     |
| 1966-67 | Karl-Marx-Stadt (1)        | Lokomotive Lipsia            | Motor Zwickau                | Hartmut Rentzsch (Motor Zwickau, 17 reti)                                        |
| 1967-68 | Carl Zeiss Jena (1)        | Hansa Rostock                | Magdeburgo                   | Gerd Kostmann (Hansa Rostock, 15 reti)                                           |
| 1968-69 | Vorwärts Berlino (6)       | Carl Zeiss Jena              | Magdeburgo                   | Gerd Kostmann (Hansa Rostock, 18 reti)                                           |
| 1969-70 | Carl Zeiss Jena (2)        | Vorwärts Berlino             | Dinamo Dresda                | Otto Skrowny (Chemie Lipsia, 12 reti)                                            |
| 1970-71 | Dinamo Dresda (2)          | Carl Zeiss Jena              | Hallescher                   | Hans-Jürgen Kreische (Dinamo Dresda, 17 reti)                                    |
| 1971-72 | Magdeburgo (1)             | BFC Dynamo                   | Dinamo Dresda                | Hans-Jürgen Kreische (Dinamo Dresda, 14 reti)                                    |
| 1972-73 | Dinamo Dresda (3)          | Carl Zeiss Jena              | Magdeburgo                   | Hans-Jürgen Kreische (Dinamo Dresda, 26 reti)                                    |
| 1973-74 | Magdeburgo (2)             | Carl Zeiss Jena              | Dinamo Dresda                | Hans-Bert Matoul (Lokomotive Lipsia, 20 reti)                                    |
| 1974-75 | Magdeburgo (3)             | Carl Zeiss Jena              | Dinamo Dresda                | Manfred Vogel (Hallescher Chemie, 17 reti)                                       |
| 1975-76 | Dinamo Dresda (4)          | BFC Dynamo                   | Magdeburgo                   | Hans-Jürgen Kreische (Dinamo Dresda, 24 reti)                                    |
| 1976-77 | Dinamo Dresda (5)          | Magdeburgo                   | Carl Zeiss Jena              | Joachim Streich (Magdeburgo, 17 reti)                                            |
| 1977-78 | Dinamo Dresda (6)          | Magdeburgo                   | BFC Dynamo                   | Klaus Havenstein (Chemie Böhlen, 15 reti)                                        |
| 1978-79 | BFC Dynamo (1)             | Dinamo Dresda                | Carl Zeiss Jena              | Joachim Streich (Magdeburgo, 23 reti)                                            |
| 1979-80 | BFC Dynamo (2)             | Dinamo Dresda                | Carl Zeiss Jena              | Dieter Kühn (Lokomotive Lipsia, 21 reti)                                         |
| 1980-81 | BFC Dynamo (3)             | Carl Zeiss Jena              | Magdeburgo                   | Joachim Streich (Magdeburgo, 20 reti)                                            |
| 1981-82 | BFC Dynamo (4)             | Dinamo Dresda                | Lokomotive Lipsia            | Rüdiger Schnuphase (Carl Zeiss Jena, 19 reti)                                    |
| 1982-83 | BFC Dynamo (5)             | Vorwärts Francoforte         | Carl Zeiss Jena              | Joachim Streich (Magdeburgo, 19 reti)                                            |
| 1983-84 | BFC Dynamo (6)             | Dinamo Dresda                | Lokomotive Lipsia            | Rainer Ernst (Dinamo Berlino, 20 reti)                                           |
| 1984-85 | BFC Dynamo (7)             | Dinamo Dresda                | Lokomotive Lipsia            | Rainer Ernst (Dinamo Berlino, 24 reti)                                           |
| 1985-86 | BFC Dynamo (8)             | Lokomotive Lipsia            | Carl Zeiss Jena              | Ralf Sträßer (Union Berlino, 14 reti)                                            |
| 1986-87 | BFC Dynamo (9)             | Dinamo Dresda                | Lokomotive Lipsia            | Frank Pastor (Dinamo Berlino, 17 reti)                                           |
| 1987-88 | BFC Dynamo (10)            | Lokomotive Lipsia            | Dinamo Dresda                | Andreas Thom (Dinamo Berlino, 20 reti)                                           |
| 1988-89 | Dinamo Dresda (7)          | BFC Dynamo                   | Karl-Marx-Stadt              | Torsten Gütschow (Dinamo Dresda, 17 reti)                                        |
| 1989-90 | Dinamo Dresda (8)          | Karl-Marx-Stadt              | Magdeburgo                   | Torsten Gütschow (Dinamo Dresda, 18 reti)                                        |

### NOFV-Oberliga
| Anno    | Vincitore         | Secondo posto | Terzo posto     | Capocannoniere                            |
| ------- | ----------------- | ------------- | --------------- | ----------------------------------------- |
| 1990-91 | Hansa Rostock (1) | Dinamo Dresda | Rot-Weiß Erfurt | Torsten Gütschow (Dinamo Dresda, 20 reti) |

## Statistiche

### Titoli per squadra
| Titoli | Squadra                    | Stagioni                                                                                 |
| ------ | -------------------------- | ---------------------------------------------------------------------------------------- |
| 10     | BFC Dynamo                 | 1978-79, 1979-80, 1980-81, 1981-82, 1982-83, 1983-84, 1984-85, 1985-86, 1986-87, 1987-88 |
| 8      | Dinamo Dresda              | 1952-53, 1970-71, 1972-73, 1975-76, 1976-77, 1977-78, 1988-89, 1989-90                   |
| 6      | Vorwärts Berlino           | 1958, 1960, 1961-62, 1964-65, 1965-66, 1968-69                                           |
| 4      | Wismut Karl-Marx-Stadt     | 1955, 1956, 1957, 1959                                                                   |
| 3      | Motor Jena/Carl Zeiss Jena | 1962-63, 1967-68, 1969-70                                                                |
| 3      | Magdeburgo                 | 1971-72, 1973-74, 1974-75                                                                |
| 2      | Chemie Lipsia              | 1950-51, 1963-64                                                                         |
| 2      | Turbine Erfurt             | 1953-54, 1954-55                                                                         |
| 2      | Planitz/Horch Zwickau      | 1948, 1949-50                                                                            |
| 2      | Union Halle/Turbine Halle  | 1949, 1951-52                                                                            |
| 1      | Hansa Rostock              | 1990-91                                                                                  |
| 1      | Karl-Marx-Stadt            | 1966-67                                                                                  |